# کنستانتین یکم، شاهزاده ارمنستان
کنستانتین یکم ارمنستان (ارمنی: Կոստանդին Ա Ռուբինյան) شاهزاده ارمنی از دودمان روبنی بود.
پس از مرگ شاهزاده روبن در سال ۱۰۹۵ میلادی پسر شاهزاده کنستانتین جای او را گرفت؛ بنابراین، روبن مؤسس سلسلهٔ تازه‌ای از شاهان ارمنی به نام سلسلهٔ روبنی-باگراتونی شده بود. کنستانتین یکم با درآوردن چند دژ مستحکم از تصرف مسلمانان بر وسعت املاکی که از پدرش به او رسیده بود افزود، و ضمناً از دولت جددید هم در برابر تعرضات امیران و اتابکان مجاور دفاع کرد.
سلطنت او که از سال ۱۰۵۹ تا ۱۱۰۰ میلادی به طول انجامید مقارن با واقعهٔ بسیار مهمی شد، و آن ورود نخستین گروه مبارزان صلیبی به کیلیکه بود. شاهزاده کنستانتین و ارمنیان با عزمی راسخ در کنار مسیحیان مغرب زمین قرار گرفتند، و می‌توان گفت با شرکت فعالانهٔ خود نقشی قاطع در موفقیت نخستین جنگ صلیبی بازی کردند.

## مطالعات بیشتر
- گروسه، رنه (۱۹۳۹–۱۹۳۵). تاریخ جنگ‌های صلیبی. پاریس. تاریخ وارد شده در |تاریخ= را بررسی کنید (کمک)
- گروسه، رنه (۱۹۴۶). امپراتوری خاور. پاریس.
- Armenian Soviet Encyclopedia. Vol. 5. Yerevan. p. 613.

| کنستانتین یکم، شاهزاده ارمنستاندودمان روبنی |                                                      |                 |
| پیشین: Roupen I                             | پادشاهی ارمنی کیلیکیه ۱۰۹۵– ح. ۱۱۰۰/۱۱۰۲/۱۱۰۳ میلادی | پسین: توروس یکم |